# 페니키안 스킴
《페니키안 스킴》(영어: The Phoenician Scheme)은 2025년 개봉한 첩보, 블랙 코미디 영화이다. 웨스 앤더슨이 감독과 공동각본을 맡았다. 제78회(2025년) 칸 영화제 황금종려상 경쟁후보작이다.

## 출연진
- 베니시오 델 토로 - 아나톨 "자자" 코르다
- 미아 트리플턴/비어트리스 캠벨(아역) - 리즐 수녀
- 마이클 세라 - 비에른 룬
- 리즈 아메드 - 파루크 왕자
- 톰 행크스 - 릴런드
- 브라이언 크랜스턴 - 리건
- 마티외 아말리크 - 마르세유 밥
- 리처드 아이오아디 - 세르조
- 제프리 라이트 - 마티
- 스칼렛 요한슨 - 힐다
- 베네딕트 컴버배치 - 뉴바
- 루퍼트 프렌드 - 엑스칼리버
- 호프 데이비스 - 수녀원장
- 빌 머리 - 신
- 샤를로트 갱스부르 - 코르다의 전 부인
- 윌럼 더포 - 불한당
- F. 머리 에이브러햄 - 예언자
- 스티븐 박 - 파일럿
- 앨릭스 제닝스 - 브로드클로스
- 제이슨 왓킨스 - 노터리
- 도널드 섬프터 - 의장
- 스콧 셰퍼드 - 현장 기자
- 카를 마르코비츠 - 은둔자
- 토니오 아랑고 - 암살자 1
- 스테판 바크 - 급진자유주의 민병대 1
- 아이샤 조이 새뮤얼 - 급진자유주의 민병대 2

## 참고 사항
- 오랜 세월 동안 웨스 앤더슨과 협업을 했던 촬영감독 로버트 요먼[1]이 본작에 참여하지 않았고, 브루노 델보넬이 촬영감독으로 기용되었다. 브루노 델보넬은 웨스 앤더슨의 광고 "Come Together"의 촬영을 맡은적 있다.